# ناحیه العبدلی
ناحیه العبدلی (به عربی: العبدلی) یک منطقهٔ مسکونی در اردن است که در امان واقع شده‌است. ناحیه العبدلی ۱۵ کیلومتر مربع مساحت و ۱۶۵٬۳۳۳ نفر جمعیت دارد و ۸۰۰−۹۷۰ متر بالاتر از سطح دریا واقع شده‌است.